# Aerenea impetiginosa
Aerenea impetiginosa är en skalbaggsart som beskrevs av Thomson 1868. Aerenea impetiginosa ingår i släktet Aerenea och familjen långhorningar.
Artens utbredningsområde är:
- Costa Rica.
- Guatemala.
- Honduras.
- Nicaragua.
- Panama.
- Venezuela.

Inga underarter finns listade i Catalogue of Life.